# 桐庐站
桐庐站位于中华人民共和国浙江省杭州市桐庐县城南街道东兴村蒋陆家自然村，是杭黄客运专线上的高铁站，于2018年12月25日启用，由中国铁路上海局集团管辖。

## 歷史
- 2018年12月25日启用。

## 車站周邊
- 桐庐第一人民医院
- 丹艺工业园区
- 桐庐桐诚医院